# Enodio de Pavía
Enodio de Pavía (nombre latino, Magnus Felix Ennodius; Arlés, c. 473-Pavía, 521) fue un obispo, hagiógrafo y poeta galorromano. Posteriormente fue declarado Padre de la Iglesia.

## Biografía
Nació en Arlés, en el seno de una familia de origen romano. Se educó con una tía suya en Milán y contrajo matrimonio con una rica ciudadana. Se formó en la retórica clásica. Enodio sintió la vocación sacerdotal y pidió permiso a su esposa para separarse: fue ordenado diácono por san Epifanio de Pavía y ella ingresó en un monasterio. Desarrolló una importante labor didáctica, que culminó en 510, cuando fue elegido obispo de Pavía y sucedió al obispo Máximo. 
Su labor al frente de su diócesis fue conocida en todo Occidente y el papa Hormisdas acudió a él en diversas ocasiones, para que lo representara ante el emperador Anastasio II, que favorecía a los monofisitas. Las legaciones de Enodio en Constantinopla fueron dos: en 515 para obligar al Patriarca de Constantinopla, Acacio, y al de Antioquía, Pedro, a aceptar las decisiones del Concilio de Calcedonia; y en 517 para amonestar al mismísmo emperador. Ninguna dio el fruto deseado y regresó, tras un accidentado viaje, a Pavía. 
Murió en la ciudad de la que era obispo en 521. Su fiesta se celebra el 17 de julio.

## Obra
Tenía una mente curiosa y brillante y, desde su conversión al cristianismo, se dedicó al estudio de las Sagradas Escrituras, la filosofía, la retórica y la apologética. Su primera obra es una apología del papa Símaco, contra los partidarios del cismático Lorenzo. Pronto su calidad intelectual fue reconocida, y fue elegido para componer y recitar el panegírico del rey ostrogodo Teodorico I. 
Otras obras suyas fueron las vidas de san Epifanio de Pavía y de san Antonio de Lérins, una obra autobiográfica (escrita como acción de gracias tras recuperarse de una enfermedad, titulada Eucharisticon) y numerosos textos poéticos; dejó, además, otras obras en prosa y en verso, además de una nutrida correspondencia formada por 297 cartas. Es considerado como el último de los retóricos clásicos.